# Heráldica del Sacro Imperio Romano Germánico
El repertorio heráldico del Sacro Imperio Romano Germánico fue muy amplio, fruto de su larga historia y el elevado número de territorios vinculados con él.
El elemento central en la heráldica del Sacro Imperio fue el águila, representada de sable y exployada o explayada (negra y con las alas extendidas) sobre fondo de oro. La adopción del águila pudo inspirarse en el Águila romana de acuerdo con la idea de la "Restauratio imperi" que presentaba al Sacro Imperio Romano, y anteriormente al Imperio carolingio, como sucesores de la Antigua Roma, al igual que sucedió en Bizancio. El águila, situada en un campo de oro, comenzó a utilizarse durante el reinado del emperador Federico I Barbarroja a comienzos del siglo XII (época de aparición de la heráldica en Occidente), consolidándose como símbolo imperial durante aquel siglo. La figura del águila, al poseer un carácter heráldico y ser de naturaleza simbólica, apareció representada desde entonces de forma convencional, no natural, con un diseño estilizado.
En un primer momento el águila contaba únicamente con una cabeza, fue después de la coronación de Segismundo de Luxemburgo como emperador en 1433 cuando, por influencia bizantina, el águila bicéfala empezó a figurar en la heráldica de los emperadores y por tanto en sus estandartes. Durante el siglo XV también se comenzó a situar los blasones dinásticos de cada emperador sobre el pecho del águila, y el diseño de las figuras fue adquiriendo mayor complejidad.

## Águila Quaternion

Quaterionenadler, literalmente Águila de los cuarteles. Original grabado en madera por Hans Burgkmair,.

Una de las composiciones heráldicas del Sacro Imperio más conocidas fue la llamada "Águila Quaternion", creación de David de Negker en Augsburgo hacia 1510, que fue grabada en madera y coloreada a mano por Hans Burgkmair. En esta composición, sobre las alas del águila bicéfala se muestran 56 blasones de Estados imperiales, rodeando la figura de Cristo crucificado. En la primera fila figuran los escudos de los siete príncipes electores. Los blasones de los principados eclesiásticos - Tréveris, Colonia y Maguncia - están situados en la derecha (la izquierda para el espectador) y los seculares - Bohemia, Palatinado, Sajonia y Brandeburgo - en la izquierda.

## Corona del Sacro Imperio
La corona que utilizaron los emperadores del Sacro Imperio fue realizada a finales del siglo X. No posee la forma habitual de las coronas, pues su base no es circular, sino octagonal. Cuenta con ocho placas decoradas con piedras preciosas y perlas incrustadas, en cuatro de ellas aparecen representadas escenas con personajes de la Biblia. Sobre la placa frontal está colocada una cruz latina realizada con los mismos materiales. La corona está cerrada con un arco.
Hasta el siglo XVI la representación habitual de la corona del Sacro Imperio que figuraba en el timbre de los escudos de los emperadores, consistía en una corona circular adornada con florones y cerrada por cuatro diademas (en ocasiones tres a la vista) rematadas con un orbe o mundo sobre el que se apoyaba una cruz. A partir del siglo XVI, cuando se generalizó el uso de coronas cerradas entre los monarcas europeos, los emperadores introdujeron una mitra (de menor longitud a la utilizada por los obispos) en la representación heráldica de la corona del Imperio y en sus coronas de uso personal, como la corona personal de Rodolfo II.

## Emperadores
A partir del reinado de Alberto II (1438–39), en las armas del imperiales (sobre el pecho del águila) se incorporó un escusón para situar en él los blasones personales o dinásticos de cada emperador. Antes de esa fecha cada uno de ellos usaba tanto su heráldica personal como las armerías asociadas a su condición imperial. 
| Escudo | Descripción |
| ------ | --- |
|        | Emperador del Sacro Imperio Romano Germánico - ca. 1300-ca.1433: De oro, un águila de sable, picada, membrada y lampasada de gules.      |
|        | Emperador del Sacro Imperio Romano Germánico - ca.1433-1806: De oro un águila exployada de sable, picada, membrada y lampasada de gules. |

| Escudo Personal | Escudo Imperial | Blasonamiento |
|                 |                 | Hohenstaufen - 1152-1190 : Federico I (1123 † 1190), coronado en 1155 - 1190-1197 : Enrique VI (1165 † 1197), coronado en 1191. De oro, tres leones pasantes de sable, armados y lampasados de gules colocados en palo. |
|                 |                 | - 1198-1218 : Otón IV (1174 † 1218), coronado en 1209. De gules, dos leones leopardados de oro. |
|                 |                 | - 1212-1250 : Federico II (1194 † 1250), coronado en 1220. - 1250-1254 : Conrado IV (1228 † 1254) De oro, tres leones pasantes colocados en palo. |
|                 |                 | - 1273-1291 : Rodolfo I (1218 † 1291) De oro, un león rampante de gules, armado, lampasado y coronado de azur. |
|                 |                 | - 1292-1298 : Adolfo (1250 † 1298) De azur salpicado de oro, un león rampante de oro, armado y lampasado de gules, y coronado de oro. |
|                 |                 | - 1298-1308 : Alberto I (1248 † 1308) De gules, fajado de plata. |
|                 |                 | - 1308-1313 : Enrique VII (1275 † 1313), coronado en 1312. Burelado de diez, de plata y azur, cargado de un león rampante de gules, armado, coronado y lampasado de oro. |
|                 |                 | - 1314-1347 : Luis IV (1286 † 1347), coronado en 1328. Fusado o fuselado, de plata y azur, puesto en banda. |
|                 |                 | - 1348-1378 : Carlos IV (1316 † 1378), coronado en 1355. De gules, un león rampante y horquillado de plata, armado, lampasado y coronado de oro. |
|                 |                 | - 1411-1437 : Segismundo (1368 † 1437), coronado en 1433. Cuartelado, en el primero y cuarto, de gules, un león rampante y horquillado de plata, armado, lampasado y coronado de oro (por Bohemia); en el segundo y tercero, fajado de ocho, de gules y plata (por Hungría). |
|                 |                 | - 1440-1493 : Federico III (1415 † 1493), coronado en 1452. De gules, fajado de plata. |
|                 |                 | - 1493-1519 : Maximiliano I (1459 † 1519), coronado en 1508. Partido, en el primero, de gules, fajado de plata (por Austria); en el segundo, bandado de oro y de azur con bordura de gules (por Borgoña). |
|                 |                 | - 1519-1556 : Carlos V (1500 † 1558), coronado en 1519. Versión Abreviada Escudo cortado; I: partido, en el primero, un contracuartelado de gules, un castillo de oro, mazonado de sable y aclarado de azur (por Castilla) y de plata y un león rampante de púrpura, coronado de oro, lenguado y armado de lo mismo (por León); en el segundo, partido, a) de oro, cuatro palos de gules (por Aragón); b) partido, flanqueado, jefe y puntas de oro y cuatro palos de gules, flancos de plata y un águila de sable, coronada de oro, picada y membrada de gules (por Sicila); entado en punta de plata, una granada al natural, rajada de gules y hojada de dos hojas de sinople (por Granada). II: partido y cortado: en el primero, de gules y una faja de plata (por Austria); en el segundo, de azur, sembrado de flores de lis de oro y bordura componada, cantonada de plata y gules (Borgoña Moderna); en el tercero, bandado de oro y de azur con bordura de gules (Borgoña Antigua); en el cuarto, de sable y un león de oro, coronado de lo mismo, lenguado y armado de gules (por Brabante); sobre el todo escusón partido a) de oro, un león de sable, lenguado y armado de gules (por Flandes), b) de plata y un águila de gules, coronada, picada y membrada de oro, cargado el pecho de un creciente trebolado del mismo metal (por Tirol). Escudo Grande Escudo cuartelado; I y IV: contracuartelado del cuartelado de gules y un castillo de oro, almenado de tres almenas, con tres homenajes, el de en medio mayor y cada homenaje también con tres almenas, mamposteado de sable y aclarado de azur (por Castilla) y de plata y un león púrpura, coronado de oro, lenguado y armado de gules (por León); en el tercero partido, cortado en su diestra de oro y cuatro palos de gules en el jefe (por Aragón), en la base de gules y una cadena de oro, puesta en cruz, aspa y orla, cargada en el centro de una esmeralda de su color (por Navarra), y en su siniestra partido, a la diestra de plata y una cruz potenzada de oro cantonada de cuatro cruces latinas del mismo metal (por Jerusalén), y a la siniestra fajado, ocho, de gules y de plata (por Hungría), estos dos, Jerusalén y Hungría, forman en su conjunto el escudo de Nápoles; en el cuarto partido, cortado en su diestra de oro y cuatro palos de gules en el jefe (por Aragón), en la base de gules y una cadena de oro, puesta en cruz, aspa y orla, cargada en el centro de una esmeralda de su color (por Navarra), y en su siniestra partido y flanqueado, jefe y puntas de oro y cuatro palos de gules, flancos de plata y un águila de sable, coronada de oro, picada y membrada de gules (por Sicilia). II y III: contracuartelado: en el primer cuartel, de gules y una faja de plata (por Austria); en el segundo cuartel, de azur, sembrado de flores de lis de oro y bordura componada, cantonada de plata y gules (Borgoña Moderna); en el tercero, bandado de oro y de azur con bordura de gules (Borgoña Antigua); en el cuarto, de sable y un león de oro, coronado de lo mismo, lenguado y armado de gules (por Brabante); sobre el todo escusón partido de oro y un león de sable, lenguado y armado de gules (por Flandes), y de plata y un águila de gules, coronada, picada y membrada de oro, cargado el pecho de un creciente trebolado del mismo metal (por Tirol). Entado en punta de plata y una granada al natural, rajada de gules y hojada de dos hojas de sinople (por Granada). |
|                 |                 | - 1558-1564 : Fernando I (1503 † 1564), Emperador Electo. - 1554-1576 : Maximiliano II (1527 † 1576), Emperador Electo. Cuartelado, en el primero y cuarto, de gules, un león rampante y horquillado de plata, armado, lampasado y coronado de oro (por Bohemia); en el segundo y el tercero, fajado de ocho, de gules y plata (por Hungría); sobre el todo, en escusón, partido, en el primero, de gules, fajado de plata (por Austria); en el segundo, bandado de oro y de azur con bordura de gules (por Borgoña). |
|                 |                 | - 1576-1611 : Rodolfo II (1552 † 1612), Emperador Electo. - 1612-1619 : Matías (1557 † 1619), Emperador Electo (coronado como tal). - 1619-1637 : Fernando II (1578 † 1637), Emperador Electo (coronado como tal). Cuartelado, en el primero, de gules, un león rampante y horquillado de plata, armado, lampasado y coronado de oro (por Bohemia); en el segundo, fajado de ocho, de gules y plata (por Hungría); en el tercero, partido, a) de gules fajado de plata (por Austria), b), bandado de oro y de azur con bordura de gules (por Borgoña); en el cuarto, contracuartelado, en el primero y cuarto, de gules, un castillo de oro, mazonado de sable y aclarado de azur (por Castilla), en el segundo y tercero, de plata, un león rampante de púrpura, armado, lampasado y coronado de oro (por León). |
|                 |                 | - 1637-1657 : Fernando III (1608 † 1657), Emperador Electo. Cuartelado, en el primero, de gules, un león rampante y horquillado de plata, armado, lampasado y coronado de oro (por Bohemia); en el segundo, fajado de ocho, de gules y plata (por Hungría); en el tercero, contracuartelado, en el primero y cuarto, de gules, un castillo de oro, mazonado de sable y aclarado de azur (por Castilla), en el segundo y tercero, de plata, un león rampante de púrpura, armado, lampasado y coronado de oro (por León); en el cuarto, partido, a) bandado de oro y de azur con bordura de gules (por Borgoña), b) cortado, I) de plata, un águila de gules, picada, membrada y lampasada de oro (por Tirol), II) de oro un león rampante de sable, armado y linguado de gules (por Flandes); sobre el todo, en escusón, de gules fajado de plata (por Austria) |
|                 |                 | - 1657-1705 : Leopoldo I (1640 † 1705), Emperador Electo (coronado como tal). Cuartelado, en el primero, fajado de ocho, de gules y plata (por Hungría); en el segundo, de gules, un león rampante y horquillado de plata, armado, lampasado y coronado de oro (por Bohemia); en el tercero, partido, a) de gules fajado de plata (por Austria), b) bandado de oro y de azur con bordura de gules (por Borgoña); en el cuarto, contracuartelado, en el primero y cuarto, de gules, un castillo de oro, mazonado de sable y aclarado de azur (por Castilla), en el segundo y tercero, de plata, un león rampante de púrpura, armado, lampasado y coronado de oro (por León). |
|                 |                 | - 1705-1711 : José I (1678 † 1711), Emperador Electo. Cuartelado, en el primero y cuarto, de gules, un león rampante y horquillado de plata, armado, lampasado y coronado de oro (por Bohemia); en el segundo y el tercero, fajado de ocho, de gules y plata (por Hungría); sobre el todo, en escusón, partido, en el primero, de gules, fajado de plata (por Austria); en el segundo, bandado de oro y de azur con bordura de gules (por Borgoña). |
|                 |                 | - 1711-1740 : Carlos VI (1685 † 1740), Emperador Electo (coronado como tal). Versión Abreviada Cuartelado, en el primero, de gules, un castillo de oro, mazonado de sable y aclarado de azur (por Castilla); en el segundo, fajado de ocho, de gules y plata (por Hungría); en el tercero, partido, a) de oro, cuatro palos de gules (por Aragón); b) partido, flanqueado, jefe y puntas de oro y cuatro palos de gules, flancos de plata y un águila de sable, coronada de oro, picada y membrada de gules (por Sicila); en el cuarto, partido, a) de gules, fajado de plata (por Austria), b) bandado de oro y de azur con bordura de gules (por Borgoña); sobre el todo, en escusón de gules, un león rampante y horquillado de plata, armado, lampasado y coronado de oro (por Bohemia). Escudo Grande Cuartelado; I: partido en dos y cortado en uno, en el primero, fajado de ocho, de gules y plata; en el segundo, de gules, una cruz patriarcal terrazada de sínople (por Hungría); en el tercero, de gules, un león rampante y horquillado de plata, armado, lampasado y coronado de oro (por Bohemia); en el cuarto, de azur, tres cabezas leopardadas de oro (2,1), coronadas de lo mismo y lampasadas de gules (por Dalmacia); en el quinto, ajedrezado o jaquelado de gules y plata, de veinticinco órdenes (por Croacia); en el sexto, de oro, un brazo vestido de gules portando un sable de plata empuñado de oro (por Bosnia y Herzegovina); sobre el todo, en escusón de gules, fajado de plata (por Austria). II: contracuartelado, en el primero, de gules, un castillo de oro, mazonado de sable y aclarado de azur (por Castilla), en el segundo, de plata, un león rampante de púrpura, armado, lampasado y coronado de oro (por León), en el tercero, de oro, cuatro palos de gules (por Aragón), en el cuarto, partido, flanqueado, jefe y puntas de oro y cuatro palos de gules, flancos de plata y un águila de sable, coronada de oro, picada y membrada de gules (por Sicila); sobre el todo, en escusón de oro, un león rampante de gules, armado y lampasado de azur y coronado de oro (por Habsburgo). III: contracuartelado, en el primero, de sable, un león rampante de oro, coronado de lo mismo, linguado y armado de gules (por Brabante); en el segundo, de oro, tres leones pasantes colocados en palo (por Hohenstaufen); en el tercero, cortado de un trangle de gules, en el jefe, de azur, un águila naciente de sable, picada de oro y membrada de gules, el águila superada, en su diestra de un sol de oro, en su siniestra un creciente de plata; en la base, de oro, siete castillos de gules, mazonados y aclarados de sable (por Transilvania); en el cuarto, de plata, un león rampante y horquillado de gules, linguado, armado y coronado de oro (por Limburgo); sobre el todo, en escusón, bandado de oro y de azur con bordura de gules (por Borgoña). IV: contracuartelado, en el primero, de azur, sembrado de flores de lis de oro y diferenciado con un lambel de tres pies de gules (por Nápoles); en el segundo, partido, a) de plata, una cruz potenzada de oro cantonada de cuatro cruces latinas del mismo metal (por Jerusalén); en el tercero, de gules, una cadena de oro, puesta en cruz, aspa y doble orla, cargada en el centro de una esmeralda de su color (por Navarra); en el cuarto, de oro, un león rampante de sable, linguado y armado de gules (por Flandes) ; sobre el todo, en escusón, contracuartelado, en el primero y cuarto, de oro y cuatro palos de gules, en el segundo y tercero de plata y la Cruz de San Jorge que es una cruz plena de gules (por Barcelona). Entado en punta, partido a) de plata, un águila de gules, coronada, picada y membrada de oro, cargado el pecho de un creciente trebolado del mismo metal (por Tirol); b) de plata, un biscione de azur, coronada de oro, comiendo a una persona en su color (por Milán). |
|                 |                 | - 1742-1745 : Carlos VII Alberto (1697 † 1745), Emperador Electo (coronado como tal). Cuartelado, en el primero y cuarto, fusado o fuselado, de plata y azur, puesto en banda (por Baviera); en el segundo y tercero, de sable, un león rampante de oro, armado, lampasado y coronado de gules (por el Palatinado); sobre el todo, en escusón de gules, un orbe o mundo de oro (por la Gran Senescalía o Mayordomía Mayor del Imperio). |
|                 |                 | - 1745-1765 : Francisco I (1708 † 1765), Emperador Electo (coronado como tal). Cuartelado, en el primero, partido, a) fajado de ocho, de gules y plata (por Hungría), b) de azur, sembrado de flores de lis de oro y diferenciado con un lambel de tres pies de gules (por Nápoles); en el segundo, partido, a) de plata, una cruz potenzada de oro cantonada de cuatro cruces latinas del mismo metal (por Jerusalén), b) de oro, cuatro palos de gules (por Aragón); en el tercero, partido, a) de azur, sembrado de flores de lis de oro y diferenciado con una bordura de gules (por Anjou Antiguo), b) de azur, un león rampante y contornado de oro, armado, lampasado y coronado de gules (por Güeldres); en el cuarto, partido, a) de oro, un león rampante de sable, armado y lampasado de gules (por Jülich), b) de azur sembrado de crucetas griegas recrucetadas y con el pie fijado de oro, dos barbos adosados de oro (por Bar); sobre el todo, en escusón partido, en el primero, de oro, una banda de gules cargada de tres águilas exployadas de plata (por Lorena); en el segundo, de oro, seis tornillos (1,2,2,1) , de azur cargado de tres flores de lis de oro (2,1) el superior, de gules los restantes (por Toscana-Médicis). |
|                 |                 | - 1765-1790 : José II (1741 † 1790), Emperador Electo. Versión Abreviada Cuartelado, en el primero, partido, a) fajado de ocho, de gules y plata, b) de gules, una cruz patriarcal terrazada de sínople (por Hungría); en el segundo, de gules, un león rampante y horquillado de plata, armado, lampasado y coronado de oro (por Bohemia); en el tercero, bandado de oro y de azur con bordura de gules (por Borgoña); en el cuarto, de oro, seis tornillos (1,2,2,1) , de azur cargado de tres flores de lis de oro (2,1) el superior, de gules los restantes (por Toscana-Médicis); sobre el todo, en escusón partido, en el primero de gules, fajado de plata (por Austria); en el segundo, de oro, una banda de gules cargada de tres águilas exployadas de plata (por Lorena). Escudo Grande Partido y cortado en dos; I: cuartelado, en el primero, de azur, tres cabezas leopardadas de oro (2,1), coronadas de lo mismo y lampasadas de gules (por Dalmacia); en el segundo, ajedrezado o jaquelado de gules y plata, de veinticinco órdenes (por Croacia); en el tercero, de azur, una faja ondeada de sínople, bordeada de plata y cargada de una marta galopante en su color, la faja surmontada de una estrella de seis puntas de oro (por Eslavonia); en el cuarto, partido a) de gules, tres coronas abiertas de oro (2,1) (por Galitzia Antiguo), b) de azur, dos fajas ajedrezadas o jaqueladas de gules y plata, de seis órdenes (por Lodomeria Antiguo); sobre el todo, en escusón partido a) fajado de ocho, de gules y plata, b) de gules, una cruz patriarcal terrazada de sínople (por Hungría). II: cuartelado, en el primero, de gules, un castillo de oro, mazonado de sable y aclarado de azur (por Castilla), en el segundo, de plata, un león rampante de púrpura, armado, lampasado y coronado de oro (por León), en el tercero, de oro, cuatro palos de gules (por Aragón), en el cuarto, partido, flanqueado, jefe y puntas de oro y cuatro palos de gules, flancos de plata y un águila de sable, coronada de oro, picada y membrada de gules (por Sicila). III: cuartelado, en el primero, de azur, un águila exployada y ajedrezada o jaquelada de gules y plata, picada, lampasada y coronada de oro, membrada de plata (por Moravia); en el segundo, de oro, un águila exployada de sable picada y coronada de oro, membrada y lampasada de gules, cargada de un creciente trebolado de plata (por Silesia); en el tercero, de azur, una muralla almenada de oro, de plata en ocasiones, y mazonada de sable (por Alta Lusacia); en el cuarto, de plata, una vaca afrontada de gules, armada de oro y terrazada de sínople (por Baja Lusacia); sobre el todo, en escusón de gules, un león rampante y horquillado de plata, armado, lampasado y coronado de oro (por Bohemia). IV: de oro, seis tornillos (1,2,2,1) , de azur cargado de tres flores de lis de oro (2,1) el superior, de gules los restantes (por Toscana-Médicis). V: cortado de un trangle de gules, a) de azur, un águila naciente de sable, picada de oro y lampasada de gules, el águila superada, en su diestra de un sol de oro, de un creciente de plata, b) de oro, siete castillos de gules, mazonados y aclarados de sable (por Transilvania). VI: cuartelado, en el primero, de sable, un león rampante de oro, coronado de lo mismo, linguado y armado de gules (por Brabante); en el segundo, de plata, un león rampante y horquillado de gules, linguado, armado y coronado de oro (por Limburgo); en el tercero, burelado de diez, de plata y azur, cargado de un león rampante de gules, armado y coronado de oro (por Luxemburgo); en el cuarto, de oro, un león rampante de sable, linguado y armado de gules (por Flandes); sobre el todo, en escusón, bandado de oro y de azur con bordura de gules (por Borgoña), timbrado de una birreta archiducal. VII: partido, en el primero, partido a) de oro, un águila exployada de sable, picada y membrada de lo mismo, lampasada de gules y coronada de oro, b) de plata, un biscione de azur, coronado de oro, comiendo a una persona en su color (por Milán); en el segundo, de plata, cuartelado de una cruz patada de gules cantonada de cuatro águilas exployadas de sable (por Guastalla'). VIII: cuartelado, en el primero, de azur, sembrado de flores de lis de oro y diferenciado con un lambel de tres pies de gules (por Nápoles); en el segundo, de azur, dos barbos adosados de oro, cantonados de cuatro crucetas griegas recrucetadas y con el pie fijado de oro, (por Bar); en el tercero, de azur, un león rampante y contornado de oro, armado, lampasado y coronado de gules (por Güeldres); en el cuarto, de oro, un león rampante de sable, armado y lampasado de gules (por Jülich); entado en punta partido de azur, a) un castillo de plata mamposteado de sable ((por Teschen); b) de azur, una rueda de plata (por Falkenstein); sobre el todo, en escusón de plata, una cruz potenzada de oro cantonada de cuatro cruces latinas del mismo metal (por Jerusalén), timbrado de corona abierta de oro. Entado en punta de oro, seis flores de lis de azur (1,2,2,1) (por Parma-Farnesio). Sobre el todo, en escusón partido y cortado en dos, en el primero, de sínople, una pantera rampante de plata y armada de gules, escupiendo fuego de lo mismo (por Estiria); en el segundo, partido a) fajado de plata, b) de oro, tres leones pasantes de sable, armados y lampasados de gules colocados en palo (por Carintia); en el tercero, de plata, un águila exployada de azur, picada, membrada y lampasada de gules, coronada de oro y cargada de un creciente ajedrezado o jaquelado de gules y oro, de catorce órdenes (por Carniola ); en el cuarto, de oro, tres astas de ciervo de sable colocadas en palo (por Wurtemberg); en el quinto, de oro, tres leones pasantes de sable, armados y lampasados de gules colocados en palo (por Suabia); en el sexto, de oro, un león rampante de gules, armado y lampasado de azur y coronado de oro (por Habsburgo); en el séptimo, partido de a) de plata, un águila exployada de gules, picada, membrada y lampasada de oro (por Tirol), b) tronchado, 1) de azur, un león pasante de oro, armado y coronado de lo mismo, lampasado de gules, 2) listado de plata y de gules (por Gorizia); en el octavo, bandado de siete, de plata y gules, cargado de un palo de oro (por Burgau); entado en punta partido de oro y azur cargado de una cruz molina o ancorada de plata (por Gradisca); sobre el todo del todo, en escusón partido a) fajado de plata (por Austria), b) de oro, una banda de gules cargada de tres águilas exployadas de plata (por Lorena), timbrado de la birreta de José II. |
|                 |                 | - 1790-1792 : Leopoldo II (1747 † 1792), Rey de Hungría y Bohemia, Emperador Electo (coronado como tal). - 1792-1806 : Francisco II (1768 † 1835), Rey de Hungría y Bohemia, Emperador Germánico, Emperador Electo (coronado como tal), Primer Emperador de Austria (desde 1806) Versión Abreviada Cuartelado, en el primero, partido, a) fajado de ocho, de gules y plata, b) de gules, una cruz patriarcal terrazada de sínople (por Hungría); en el segundo, de gules, un león rampante y horquillado de plata, armado, lampasado y coronado de oro (por Bohemia); en el tercero, bandado de oro y de azur con bordura de gules (por Borgoña); en el cuarto, de azur sembrado de crucetas griegas recrucetadas y con el pie fijado de oro, dos barbos de oro (por Bar); sobre el todo, en escusón terciado en palo, a) de oro, una banda de gules cargada de tres águilas exployadas de plata (por Lorena); b) de gules, fajado de plata (por Austria); c) de oro, seis tornillos (1,2,2,1) de azur cargado de tres flores de lis de oro (2,1) el superior, de gules los restantes (por Toscana-Médicis). Escudo Grande |

## Grandes Dignidades del Imperio
Los príncipes electores que ostentaban alguna de las Grandes Dignidades del Sacro Imperio, aumentaban sus escudos con el insignia que correspondiera a la dignidad que poseían.
| Escudo | Dignidad y Descripción                                                                                      |
| ------ | --- |
|        | Gran Chambelán del Imperio - De azur, un cetro de oro. - En un campo de azur, dos cetros puestos en sotuer. |
|        | Gran Senescal o Mayordomo Mayor del Imperio En un campo de gules, un orbe o mundo de oro.                   |
|        | Gran Tesorero del Imperio En un campo de gules, la Corona del Sacro Imperio Romano Germánico de oro.        |
|        | Gran Mariscal del Imperio En un campo cortado de sable y de plata, dos espadas de gules puestas en sotuer.  |

## Electores
| Escudo | Descripción |
|        | Baviera - Hasta 1753 y abreviado: Fusado o fuselado, de plata y azur, puesto en banda. - 1753-1806: Cuartelado, en el primero y cuarto, fusado o fuselado, de plata y azur (por Baviera); en el segundo y tercero, de sable, un león rampante de oro, armado, lampasado y coronado de gules (por el palatinado); sobre el todo, en escusón de gules, un orbe de oro ( por la Senescalía o Mayordomía del Sacro Imperio). |
|        | Bohemia De gules, un león rampante y horquillado de plata, armado, lampasado y coronado de oro.'' |
|        | Brandeburgo De plata, un águila exployada de gules, picada y membrada de oro, lampasada de gules y coronada de una birreta electoral. |
|        | Brunswick-Luneburgo (Hannover) Escudo partido, en el primero, de gules, dos leones pasantes de oro, armados y lampasados de azur (por Brunswick); en el segundo, de oro sembrado de corazones de gules, un león rampante de azur, armado de lo mismo y lampasado de gules (por Luneburgo). |
|        | Colonia De plata, una cruz plena de sable. |
|        | Maguncia De gules, una rueda de seis radios de plata. |
|        | Palatinado - Hasta 1214: De sable, un león rampante de oro, armado, lampasado y coronado de gules. - 1214-1804: Cuartelado, en el primero y en el cuarto, fusado o fuselado, de plata y azur, puesto en banda (por Baviera); en el segundo y tercero, de sable, un león rampante de oro, armado lampasado y coronado de gules (por el Palatinado);                                                                       |
|        | Sajonia En burelado de sable y de oro, un crancelín de sínople. |
|        | Tréveris De plata, una cruz plena de gules, que es la Cruz de San Jorge. |

## Territorios

### Círculo Altorrenano
| Escudo | Blasón |
|        | Abadía de Fulda De plata, una cruz de sable. |
|        | Estrasburgo De plata, una banda de gules. |
|        | Hesse De azur, un león rampante burelado de plata y gules. |
|        | Isenburg De plata, dos barras de sable. |
|        | Lorena - Antes de 1430: De oro, una banda de gules cargada de tres águilas exployadas de plata. - 1430-1473: Partido en dos y cortado, en el primero, fajado de ocho, de gules y plata (por Hungría); en el segundo, de azur, sembrado de flores de lis de oro y diferenciado con un lambel de tres pies de gules (por Nápoles); en el tercero, de plata, una cruz potenzada de oro cantonada de cuatro cruces latinas del mismo metal (por Jerusalén); en el cuarto, sembrado de flores de lis de oro y diferenciado con una bordura de gules (por Anjou Antiguo); en el quinto, de azur sembrado de crucetas griegas recrucetadas y con el pie fijado de oro, dos barbos adosados de oro (por Bar); en el sexto, de oro, una banda de gules cargada de tres águilas exployadas de plata (por Lorena); sobre el todo, en escusón de oro, cuatro palos de gules (por Aragón). - 1473-1508: Cuartelado, en el primero, partido, a) fajado de ocho, de gules y plata (por Hungría), b) de azur, sembrado de flores de lis de oro y diferenciado con un lambel de tres pies de gules (por Nápoles); en el segundo, partido, a) de plata, una cruz potenzada de oro cantonada de cuatro cruces latinas del mismo metal (por Jerusalén), b) de oro, cuatro palos de gules (por Aragón); en el tercero, sembrado de flores de lis de oro y diferenciado con una bordura de gules (por Anjou Antiguo); en el cuarto, de azur sembrado de crucetas griegas recrucetadas y con el pie fijado de oro, dos barbos adosados de oro (por Bar); sobre el todo, en escusón de oro, una banda de gules cargada de tres águilas exployadas de plata (por Lorena). - 1538-1737: Cuartelado, en el primero, partido, a) fajado de ocho, de gules y plata (por Hungría), b) de azur, sembrado de flores de lis de oro y diferenciado con un lambel de tres pies de gules (por Nápoles); en el segundo, partido, a) de plata, una cruz potenzada de oro cantonada de cuatro cruces latinas del mismo metal (por Jerusalén), b) de oro, cuatro palos de gules (por Aragón); en el tercero, partido, a) de azur, sembrado de flores de lis de oro y diferenciado con una bordura de gules (por Anjou Antiguo), b) de azur, un león rampante y contornado de oro, armado, lampasado y coronado de gules (por Güeldres); en el cuarto, partido, a) de oro, un león rampante de sable, armado y lampasado de gules (por Jülich), b) de azur sembrado de crucetas griegas recrucetadas y con el pie fijado de oro, dos barbos adosados de oro (por Bar); sobre el todo, en escusón de oro, una banda de gules cargada de tres águilas exployadas de plata (por Lorena). |
|        | Saboya De gules, una cruz plena de plata. |
|        | Vaudémont - Antes de 1346: Burelado de plata y sable. - 1346-1386 De azur, tres sierras de oro, puestas en palo; en el jefe, de plata, un león asomado de gules. - 1386-1473: De oro, una banda de gules cargada de tres águilas exployadas de plata, el todo diferenciado de un lambel de azur de tres pendientes. |

### Círculo Altosajón
| Escudo | Descripción |
|        | Brandeburgo De plata, un águila exployada de gules, picada y membrada de oro, lampasada de gules y coronada de una birreta electoral. |
|        | Pomerania Partido y cortado en dos, la punta de gules; en el primero, de azur, un grifo rampante y alterado de gules, armado y lampasado de oro, en el segundo, de plata, un grifo rampante de gules, armado y lampasado de oro; en el tercero, de oro, un grifo rampante de sable, armado y lampasado de gules; en el cuarto de plata, un grifo rampante, alterado y bandado de gules y sinople; en el quinto de oro un muro de azur y gules, mamposteado de sable y surmontado de un león naciente de lo mismo, armado, lampasado y coronado de lo mismo; en el séptimo, de gules, un grifo acuático de plata, armado, lampasado y picado de oro; en el octavo, de oro, un grifo rampante y alterado de sable, alado de lo mismo y de plata, armado, lampasado y picado de gules; en el noveno, de oro, dos listones de gules puestos en sotuer y cantonados de cuatro rosas de lo mismo; en el décimo de gules, cortado I) de gules, un grifo naciente de plata, armado, lampasado y picado de oro, II) ajedrezado de azur y oro. |
|        | Sajonia En burelado de sable y de oro, un crancelín de sínople. |

### Círculo Austríaco
| Escudo | Descripción |
|        | Austria De gules, fajado de plata |
|        | Carintia De oro, tres leones pasantes de sable, armados y lampasados de gules colocados en palo.                                                                                            |
|        | Carniola De plata, un águila exployada de azur, picada, membrada y lampasada de gules, coronada de oro y cargada de un creciente ajedrezado o jaquelado de gules y oro, de catorce órdenes. |
|        | Estiria De sínople, una pantera rampante de plata y armada de gules, escupiendo fuego de lo mismo.                                                                                          |
|        | Friul De azur, un águila exployada de oro, picada, membrada y lampasada de gules. |
|        | Salzburgo Partido, en el primero, de oro, un león rampante de sable, armado y lampasado de gules; en el segundo, de gules fajado de plata.                                                  |
|        | Tirol De plata, un águila exployada de gules, picada, membrada y lampasada de oro. |

### Círculo Bajorrenanowestfaliano
| Escudo | Descripción |
|        | Cléveris - Casa de Cléveris: De gules, un escusón de plata, sobre el todo, un carbúnculo de oro. - Casa de Mark: Cuartelado, en el primero y cuarto, de gules, un escusón de plata, sobre el todo, un carbúnculo de oro; en el segundo y tercero, de oro, una faja ajedrezada o jaquelada de gules y plata, de veintiuna órdenes. |
|        | Condado de Berg De plata, un león rampante y horquillado de gules, armado, lampasado y coronado de oro. |
|        | Jülich De oro, un león rampante de sable, armado y lampasado de gules. |
|        | Lieja Cuartelado, en el primero, de gules fajado de plata; en el segundo, de plata, tres leones rampantes de sinople (2,1), armados y lampasados de gules, coronados de oro; en el tercero, burelado de oro y gules; en el cuarto, de oro, tres cornetas de gules encintadas de plata; sobre el todo en escusón de gules, un perrón alzado, soportado por tres leones tendidos y en tres grados, montadas de una piña de pino, cimada de una cruz paté, el todo de oro, acompañada de una L y G mayúsculas y escritas de lo mismo. |
|        | Condado de Mark - Condado de Mark: De oro, una faja ajedrezada o jaquelada de gules y plata, de veintiuna órdenes. - Condado de Cléveris y Mark: ''Cuartelado, en el primero y cuarto, de gules, un escusón de plata, sobre el todo, un carbúnculo de oro; en el segundo y tercero, de oro, una faja ajedrezada o jaquelada de gules y plata, de veintiuna órdenes. |
|        | Ravensberg Chevronado de plata y gules. |

### Círculo Bajosajón
| Escudo | Descripción                                     |
|        | Holstein De gules, una hoja de ortiga de plata. |

### Círculo Bávaro
| Escudo | Descripción |
| ------ | --- |
|        | Baviera - Hasta 1753 y Abreviado: Fusado o fuselado, de plata y azur, puesto en banda. - 1753-1806: Cuartelado, en el primero y cuarto, fusado o fuselado, de plata y azur (por Baviera); en el segundo y tercero, de sable, un león rampante de oro, armado, lampasado y coronado degules (por el palatinado); sobre el todo, en escusón de gules, un orbe de oro ( por la Senescalía o Mayordomía del Sacro Imperio). |
|        | Haag De gules, un caballo encabritado de plata, bridado de lo mismo. |
|        | Leuchtenberg Cuartelado, en el primero y cuarto, de gules, una rama de roble o encina gules y frutada de oro; en el segundo y tercero, de oro, una rama de lúpulo de sínople; sobre el todo en escusón de plata fajado de azur. |
|        | Ortenburg De gules, una banda bretesada de plata |
|        | Ratisbona De gules, dos llaves de plata puestas en souter. |

### Círculo Borgoñón
| Escudo | Descripción |
|        | Brabante - Antes de 1288: De sable, un león rampante de oro, armado y lampasado de gules. - 1288-1406: Cuartelado, en el primero y cuarto, de sable un león rampante de oro, armado y lampasado de gules; en el segundo y tercero, de plata, un león rampante y horquillado de gules, armado y lampasado de oro. - 1406-1430: Cuartelado, en el primero y cuarto, de azur, tres flores de lis de oro (2,1), bordura componada de plata y de gules; en el segundo, de sable, un león rampante de oro, armado y lampasado de gules; en el tercero de plata, un león rampante y horquillado de gules, armado y lampasado de oro |
|        | Flandes De oro, un león rampante de sable, armado y lampasado de gules. |
|        | Franco Condado - Antes de 1280: De gules, un águila exployada de plata. - 1280-1806: De azur salpicado de oro, un león rampante de oro, armado y lampasado de gules. |
|        | Güeldres - Antes de 1236: De oro, tres quinquefolios de gules (2,1). - 1236-1276: De azur salpicado de oro, un león rampante de lo mismo, armado y lampasado de gules. - 1276-1378: De azur, un león rampante de oro, armado y lampasado de gules. - 1378-1806: Partido, en el primero, de azur, un león rampante y alterado de oro, armado, lampasado y coronado de gules; en el segundo, de oro, un león rampante de sable, armado y lampasado de gules. |
|        | Condado de Henao - Antes de 1299: Chevronado de seis, de sable y oro. - 1299-1254: Cuartelado, en el primero y cuarto, de oro, un león rampante de sable, armado y lampasado de gules; en el segundo y tercero, de oro, un león rampante de gules, armado y lampasado de azur. - 1254-1433: Cuartelado, en el primero y cuarto, fusado o fuselado, de plata y azur, puesto en banda; en el segundo y tercero, contracuartelado, en el primero y cuarto, de oro, un león rampante de sable, armado y lampasado de gules; en el segundo y tercero, de oro, un león rampante de gules, armado y lampasado de azur. |
|        | Condado de Holanda De oro, un león rampante de gules, armado y lampasado de azur. |
|        | Limburgo - Antes de 1214: De plata, un león rampante de gules, armado y lampasado de oro. - 1214-1806: De plata, un león rampante y horquillado de gules, armado, lampasado y coronado de oro. |
|        | Condado de Looz y Chiny - Condado de Looz: Burelado de diez, de oro y gules. - Condado de Chiny: De gules sembrado de crucetas griegas recrucetadas y con el pie cruzado de oro, dos barbos adosados de oro. - Condado de Looz y Chiny: Partido, en el primero, burelado de diez, de oro y gules; en el segundo, de gules sembrado de crucetas griegas recrucetadas y con el pie cruzado de oro, dos barbos adosados de oro. - Condado de Looz y Chiny, Casa de Heinsberg : Cuartelado, en el primero y cuarto, partido, I) burelado de diez, de oro y gules, II) de gules sembrado de crucetas griegas recrucetadas y con el pie cruzado de oro, dos barbos adosados de oro; en el segundo y tercero, de gules, un león rampante y horquillado de plata. - Condado de Looz y Chiny, Casa de Montferrat-Oreye: Cuartelado, en el primero y cuarto, de plata, un león rampante de sable; en el segundo y tercero, partido, I) burelado de diez, de oro y gules, II) de gules sembrado de crucetas griegas recrucetadas y con el pie cruzado de oro, dos barbos adosados de oro. |
|        | Luxemburgo - Antes de 1282 y 1288-1804: Burelado de diez, de plata y azur, un león rampante de gules, armado, lampasado y coronado de oro. - Desde 1282 a 1288: Burelado de diez, de plata y azur, un león rampante y horquillado de gules, armado, lampasado y coronado de oro. |
|        | Namur De oro, un león rampante de sable, armado y lampasado de gules, el todo diferenciado de una cotiza de lo mismo. |

### Círculo Electoral del Rin
| Escudo | Descripción |
| ------ | --- |
|        | Arenberg De gules, tres quinquefolios de oro (2,1); en el jefe, de oro, tres tornillos de gules (2,1). |
|        | Beilstein De gules, una corneta de plata, encintada de oro. |
|        | Colonia De plata, una cruz plena de sable. |
|        | Nieder Isenburg Fajado de cinco, de plata y sable. |
|        | Maguncia De gules, una rueda de seis radios de plata. |
|        | Palatinado - Hasta 1214: De sable, un león rampante de oro, armado, lampasado y coronado de gules. - 1214-1806: Cuartelado, en el primero y en el cuarto, fusado o fuselado, de plata y azur, puesto en banda (por Baviera); en el segundo y tercero, de sable, un león rampante de oro, armado lampasado y coronado de gules (por el Palatinado); |
|        | Thurn y Taxis Cuartelado, en el primero y cuarto, de plata, una torre de gules, mazonada de sable y aclarada de azur, acolada de dos cetros de oro puestos en Sotuer; en el segundo y tercero de oro, un león rampante de gules, armado, lampasado y coronado de azur; sobre el todo en escusón de azur, un tejón pasante de plata.                |
|        | Tréveris De plata, una cruz plena de gules, que es la Cruz de San Jorge. |

### Círculo Francón
| Escudo | Descripción |
| ------ | --- |
|        | Bamberg De oro, un león rampante de sable, armado y lampasado de gules, el todo diferenciado de un filete en banda de plata. |
|        | Castell Cuartelado de plata y gules. |
|        | Erbach Cortado, en el primero, de oro, la mitad de una noria de agua de sable; en el segundo, partido, I) de y plata, en el primero, dos estrellas de seis puntas de plata; en el segundo una estrella de seis puntas de gules. |
|        | Hausen Cortado, en el primero, de oro, la mitad de una noria de agua de sable; en el segundo, partido, I) de gules, dos chevrones de plata y de sable; II) de plata, una hoja de palma de gules.                                |
|        | Hohenlohe De plata, dos leones leopardados de sable, puestos en palo y lampasados de gules. |
|        | Löwenstein-Wertheim De oro, un león pasante de gules sobre un trimonte de azur, aumentado de un jefe fusado o fuselado, de plata y azur, puesto en faja.                                                                        |
|        | Núremberg Partido dimiado, en el primero, de oro, un águila bicéfala de sable, picada y membrada de oro, lampasada de gules; en el segundo, chevronado de gules y plata.                                                        |
|        | Rieneck Cuartelado, en el primero y cuarto, chevronado de oro y gules; en el segundo y tercero burelado de lo mismo; sobre el todo, en abismo, la Rueda de Maguncia de plata.                                                   |
|        | Rothenburg ob der Tauber De plata, un castillo abierto de gules, mazonado de sable. |
|        | Schwarzenberg Cuartelado, en el primero y cuarto, palado de ocho de azur y plata; en el segundo y tercero, de oro, una cabeza de otomano cortada en su color, picada en su ojo siniestro por un cuervo de sable.                |
|        | Schweinfurt De azur, un águila exployada de plata. |
|        | Seinsheim De plata, tres palos de azur y una barra ondeada de oro. |
|        | Weißenburg im Nordgau ''De gules, un castillo abierto de plata, mazonado de sable y surmontado de un escusón con las armas del Sacro Imperio – De oro, un águila bicéfala de sable - colocadas en el punto de honor.            |
|        | Welzheim De plata, un pino de sínople terrazado de lo mismo. |
|        | Wertheim Cortado, en el primero de oro, un águila naciente de sable, picada de gules: en el segundo, de azur, tres rosas de plata (2,1).                                                                                        |
|        | Wiesentheid De gules, tres juncos de sinople, terrazados de lo mismo y acolados de un león pasante y alterado de oro, coronado de lo mismo.                                                                                     |
|        | Windsheim De plata, un águila exployada de sable, picada, membrada y lampasada de oro, cargada en su pecho de una W mayúscula escrita de lo mismo.                                                                              |
|        | Wurzburgo De plata dantelado en el jefe de gules, una Cruz Celta de sable. |

### Círculo Suebo
| Escudo | Descripción |
|        | Augsburgo partido de plata y gules, un capitel romano de sinople, sumado de una piña de lo mismo.                            |
|        | Baden De oro bandado de gules.                                                                                               |
|        | Fugger Partido de oro y azur, dos flores de lis, de azur en el primero, de oro en el segundo.                                |
|        | Abadía Imperial de Salem De azur, una banda ajedrezada o jaquelada de plata y gules, y un báculo de oro, encintado de plata. |
|        | Teck Fusado o fuselado, de sable y oro, puesto en barra.                                                                     |

### Tierras de la Corona de Bohemia
| Escudo | Descripción |
|        | Moravia De azur, un águila exployada y ajedrezada o jaquelada de gules y plata, picada, membrada, lampasada y coronada de oro.                                                                       |
|        | Görlitz Partido, en el primero, de gules, un león rampante de plata, armado, lampasado y coronado de oro; el segundo de plata.                                                                       |
|        | Lusacia - Alta Lusacia: De azur, una muralla almenada de oro, de plata en ocasiones, y mazonada de sable. - Baja Lusacia: De plata, una vaca pasante de gules, armada de oro y terrazada de sínople. |
|        | Alta Silesia De azur, un águila exployada de oro. |
|        | Silesia De oro, un águila exployada de sable, picada y coronada de oro, membrada y lampasada de gules, cargada de un creciente trebolado de plata.                                                   |

### Territorios separados antes de 1500
| Escudo | Descripción |
|        | Condado de Ginebra Equipolado de oro y azur. |
|        | Niza De plata, un águila exployada de gules, coronada de lo mismo y sobre tres rocas de sable puestas sobre el mar representado de azur.                                                                          |
|        | Provenza (Ducado de Provenza y Condado de Provenza) - Antes de 1245: De oro, cuatro palos de gules. - Desde 1245: Azur sembrado de flores de lis de oro, el todo diferenciado de un lambel de gules de tres pies. |
|        | Viennois De oro, un delfín en cabria curva de azur y barbelado de gules. |

## Otros
| Escudo | Descripción |
|        | Orden Teutónica - De plata, una cruz plena de sable. - Grandes Maestres: De plata, una cruz plena de sable, cargada de cuatro listones flordeliseados de oro y, en un escusón de oro, un águila exployada de sable, picada y membrada de gules. |